# لیزا لوپس
لیزا لوپس (انگلیسی: Lisa Lopes؛ ۲۷ مهٔ ۱۹۷۱ – ۲۵ آوریل ۲۰۰۲) رپر اهل ایالات متحده آمریکا و از اعضای گروه تی‌ال‌سی بود. وی بین سال‌های ۱۹۹۰ تا ۲۰۰۲ میلادی فعالیت می‌کرد.
لیزا لوپس، با نام هنری "لفت آی Left Eye" در ۲۵ آوریل ۲۰۰۲ در تصادف خودرو در هندوراس جان خود را از دست داد. در زمان حادثه، لوپس در حال رانندگی با خودرویی بود که به‌دلایلی به یک طرف جاده منحرف شد و واژگون گردید. بر اساس گزارش‌ها، احتمالاً او در حال سرعت گرفتن بود که ناگهان کنترل خودرو را از دست داد و این حادثه باعث واژگونی خودرو شد. او در محل حادثه جان باخت و تنها کسی بود که در این تصادف فوت کرد؛ مسافران دیگر آسیب‌هایی برداشتند اما جان سالم به در بردند.
"لفت آی" (Left Eye) نام هنری لیزا لوپس بود. این نام توسط دوست‌پسرش، آندره رایزن، به او داده شد. او گفته بود که چشم چپ لیزا جذابیت خاصی برای او دارد، و لیزا این نام را به عنوان نام هنری‌اش پذیرفت. بعدها، او یک تتو از یک قلب کوچک در زیر چشم چپش اضافه کرد تا این نام را بیشتر به نمایش بگذارد.